# Ferreruela
Ferreruela es una localidad y municipio español de la provincia de Zamora y de la comunidad autónoma de Castilla y León.
El término municipal cuenta con las localidades de Escober de Tábara, Ferreruela de Tábara y Sesnández de Tábara.

## Geografía física
Este pequeño enclave zamorano está caracterizado por su monte bajo, los encinares, huertas o cortinas como es costumbre denominarlas entre las gentes del lugar. 
En la actualidad, está siendo objeto de concentración parcelaria, en la que se destaca algún terrateniente del siglo XXI poseedor de casi el 90 % de las tierras del lugar, aunque ciertamente las parcelas de la zona se encuentran en un estado semisilvestre que se equiparan y no se distinguen del resto del contorno paisajístico.

## Historia
Durante la Edad Media Ferreruela quedó integrado en el Reino de León, cuyos monarcas habrían acometido la repoblación de la localidad dentro del proceso repoblador llevado a cabo en la zona,  quedando integrado desde 1371 en el señorío de Tábara, posterior Marquesado de Távara.
Dada su pertenencia al señorío tabarés, durante la Edad Moderna Ferreruela estuvo integrado asimismo en el partido de Tábara de la provincia de Zamora, tal y como reflejaba en 1773 Tomás López en Mapa de la Provincia de Zamora. Así, al reestructurarse las provincias y crearse las actuales en 1833, la localidad se mantuvo en la provincia zamorana, dentro de la Región Leonesa, integrándose en 1834 en el partido judicial de Alcañices, dependencia que se prolongó hasta 1983, cuando fue suprimido el mismo e integrado en el partido judicial de Zamora.
Finalmente, en torno a 1850, se integraron en el municipio de Ferreruela las localidades de Escober de Tábara y Sesnández de Tábara, tomando el término municipal su extensión actual.

## Geografía humana

### Demografía
Cuenta con una población de 419 habitantes (INE 2024).
| Gráfica de evolución demográfica de Ferreruela entre 1842 y 2021 |
| |
| Población de derecho según los censos de población del INE Población de hecho según los censos de población del INEEntre el censo de 1857 y el anterior, crece el término del municipio porque incorpora a 495049 (Escober) y 495141 (Sesnández) |

La zona viene sufriendo un proceso de despoblación que está minando la actividad de la comarca desde hace ya bastantes años, por lo que el futuro de esta zona se presenta incierto, solo con un pequeño atisbo de recuperación con repoblación inmigrante.

### Economía
Sus habitantes se dedican a la agricultura, ganadería y al trabajo de las canteras. Su característico olor a jara, las vacas volviendo a casa a las 8 de la tarde, el arroyo, el tren y sus castaños son algunos de los muchos atractivos del pueblo, aparte de sus gentes.

## Gastronomía
La típica de la zona, cabe destacar la rosca, dulce típico en la festividad de San Antonio, (con este dulce se elabora el ramo). 

## Patrimonio

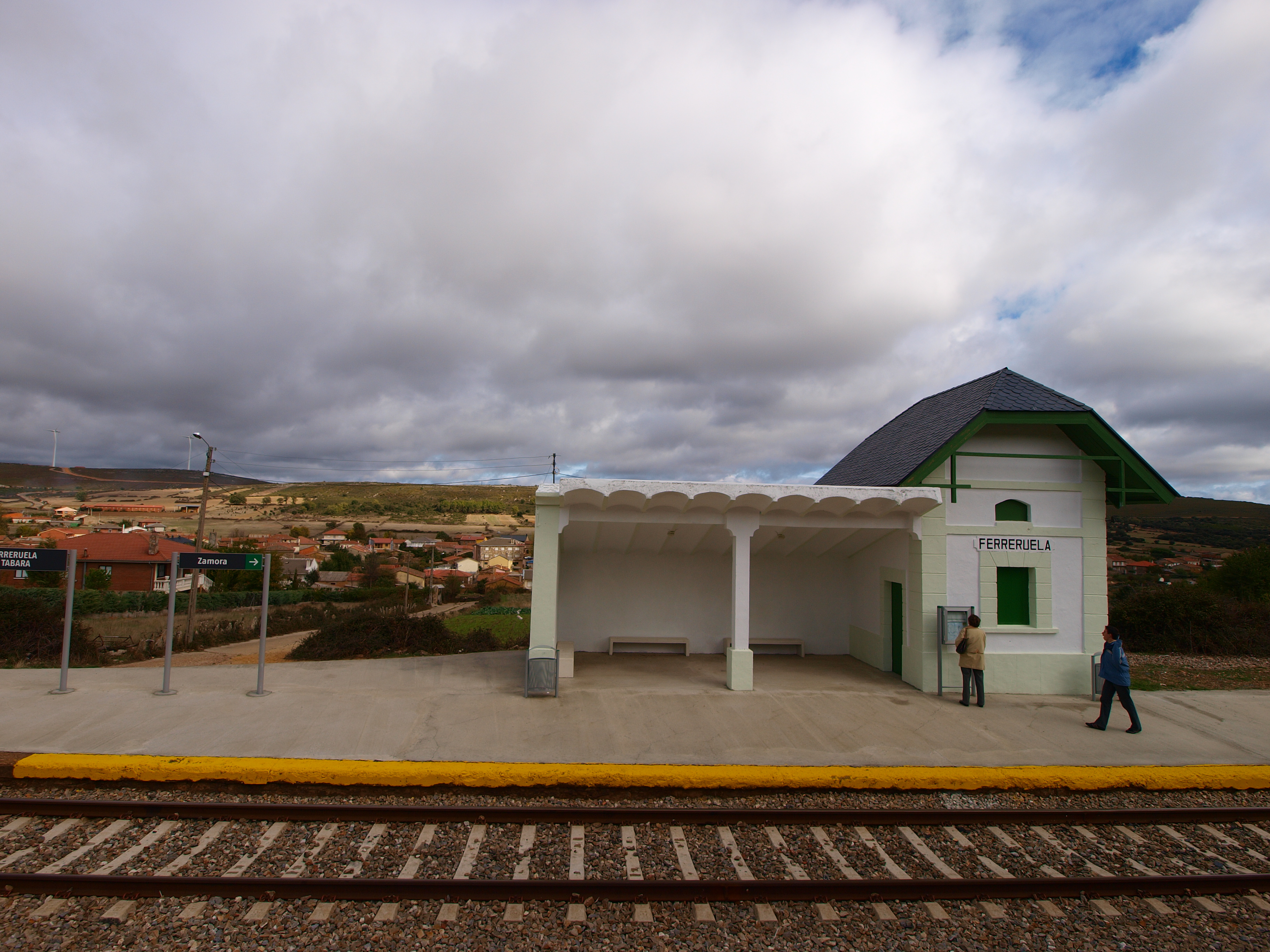
La estación de ferrocarril

En torno a esta zona es de destacar el abundante patrimonio artístico y las joyas románicas en la comarca y resto de provincia. De igual modo, no muy lejos del lugar también es de destacar el espectacular paisaje de la sierra de la Culebra.
Del municipio podemos destacar la ermita de la Vera Cruz y La iglesia parroquial de Nuestra Señora de la Asunción.
De la iglesia destaca una potente espadaña aguda, posee además de nave, crucero y una cúpula, todo muy rehecho a principios del siglo XX. Destaca la pila bautismal en las que se observan incisiones semejantes a cruces o aspas en la zona superior.

## Fiestas
Su patrón es desde los primeros pobladores San Roque, representado en el antiguo retablo de los santos inocentes, que fue el primero en la antigua iglesia. San Gregorio es el santo o protector de los campos, su festividad es el día 9 del mes de mayo.
Las fiestas que se viven con mayor intensidad son:
- 10 de mayo San Gregorio.
- 13 de junio San Antonio, en la que se elabora la rosca.
- 15 de agosto Nª. Sra. de la Asunción y 16 de agosto San Roque.Fiestas patronales del pueblo en la que se realizan diversas actividades, cabe destacar la cena que se realiza la víspera de la fiesta (el día 14), en la plaza mayor que reúne a los vecinos del pueblo y visitantes.

## Folclore
Aunque en el pueblo se está perdiendo el baile tradicional en fiestas, Ferreruela puede presimir de contar con varios bailes tradicionales:
- Jota de cuatro
- Baile de Lao
- Baile charro de Ferreruela
- Jeringonza
- Las Boleras de Ferreruela
- Encruciado de Ferreruela

Además de estos bailes tradicionales, cabe destacar el Canto del Ramo que se realiza en la iglesia en la festividad de San Antonio; este canto es recitado por los mozos del pueblo y está dedicado a San Antonio. Se compone de varias loas.